# NGC 6619
NGC 6619 (другие обозначения — UGC 11200, MCG 4-43-25, ZWG 142.39, PGC 61721) — эллиптическая галактика (E) в созвездии Геркулес.
Этот объект входит в число перечисленных в оригинальной редакции «Нового общего каталога».
В галактике вспыхнула сверхновая SN 2012dz типа Ia, её пиковая видимая звездная величина составила 16,5.